# 처궁좡역
처궁좡역(중국어: 车公庄站)은 중국 베이징시 시청구 전란루 가도와 신제커우 가도 접경 처궁좡 지구의 서2환로·푸청먼 북대가·청궁좡 대가·핑안리 서대가 교차로의 관위안교에 위치한 베이징 지하철 2호선과 6호선의 환승역이다.

## 위치
처궁좡 역은 2환로상에 시즈먼 남대가-푸청먼 북대가(2환, 남북방향)과 처궁조아 대가-핑안리 서대가(핑안 대가, 동서방향)의 교차로에 있는 관위안교 아래에 위치한다. 2호선역은 교차로를 가로질러 남북방향으로, 6호선역은 교차로 서쪽에 동서방향으로 배치되었다.

## 구조
2호선역은 지하 2층 섬식 승강장을 갖추었다. 6호선역은 지하 3층의 분리식 섬식 승강장이다. 2호선 출구는 2개, 6호선 출구는 6개가 있다.
| 지면층                             | 출구                            | A–H출구                                   |
| 지하 1층 2호선 대합실              | 2호선 대합실                    | 고객 서비스 센터, 자동발매기, 이카통 충전 |
| 지하 2층 2호선 승강장 6호선 대합실 | 6호선 대합실                    | 고객 서비스 센터, 자동발매기, 이카통 충전 |
| 지하 2층 2호선 승강장 6호선 대합실 | ←                               | ■ 2호선 내선순환 방면(시즈먼)             |
| 지하 2층 2호선 승강장 6호선 대합실 | 섬식 승강장, 왼쪽 출입문이 열림 |                                           |
| 지하 2층 2호선 승강장 6호선 대합실 | →                               | ■ 2호선 외선순환 방면(푸청먼)             |
| 지하 3층 6호선 승강장              | ←                               | ■ 6호선 진안차오 방면(처궁좡시)           |
| 지하 3층 6호선 승강장              | 섬식 승강장, 왼쪽 출입문이 열림 |                                           |
| 지하 3층 6호선 승강장              | →                               | ■ 6호선 루청 방면(핑안리)                 |

이 역은 메이란팡 대극장과 인접해 있으며 6호선 승강장과 대합실 측면벽에 각각 테마벽화로 《彩韵国粹(채운국수)》와 《京韵京华(경운경화)》가 각각 설치되어 있다.
- 2호선 남쪽 출입 통로
- 2호선 승강장
- 6호선 대합실
- 6호선 승강장
- 처궁좡 역 지하철 6호선 양방향 연결 승강장 통로

## 출구
처궁좡 역은 5개의 출구가 존재한다.: A(북), B(동북), C(동남), E(서북), H(서남)
|                                          |                                                                                          |
|                                          |                                                                                          |
| 번호                                     | 출구 인근                                                                                |
| 出口 · A                                 | 시즈먼 남대가(서측), 처궁좡 대가、관위안교、베이징 대학인민병원、신싱 출판사(新星出版社) |
| 出口 · B                                 | 핑안리 서대가(북측), 관위안 공원(官园公园)、중국 아동센터                                |
| 出口 · C                                 | 핑안리 서대가(남측), 중국해외국제센터, 메이란팡 대극장、중국 대외번역 유한회사           |
| 出口 · E                                 | 베이리스로(서측), 처궁좡 대가、베이징 제2실험 초등학교                                   |
| 出口 · H                                 | 처궁좡 대가(남측), 베이리스로、관위안 도매시장                                           |
| 아이콘 설명: 엘리베이터 \| 휠체어 리프트 |                                                                                          |